# 奇萊青木香
，为菊科风毛菊属的植物，为台灣特有種。分布在台湾海拔3500公尺的高山。